# Budino al mango
Il budino al mango (cinese: 芒果布甸 o 芒果布丁) è un dolce popolare a Hong Kong. Vi è pochissima variazione regionale nella preparazione del budino al mango. Il dolce si trova anche a Singapore, Malaysia, Thailandia e Macao e viene spesso servito come dim sum nei ristoranti cinesi. La variante fresca viene preparata dal ristorante ed è composta da agar o gelatina, mango, latte evaporato e zucchero. Inoltre, occasionalmente viene aggiunta frutta fresca come mango, fragole, frutti di bosco e kiwi come guarnizione. Conservato in frigorifero, servito e consumato freddo, il budino al mango ha una consistenza ricca e cremosa.
Alcuni ristoranti cinesi preparano il budino al mango a forma di pesce perché il pesce rosso e il koi sono segni di buon auspicio nella cultura cinese.

## Nei supermercati
Al di fuori dei dim sum e di altri ristoranti, il budino di mango può essere acquistato anche nella maggior parte dei negozi di alimentari o supermercati asiatici. Può essere acquistato in polvere, richiedendo l'aggiunta di latte bollente o acqua alla stessa, oppure in porzioni pronte da mangiare.
Il budino di mango prodotto in fabbrica non contiene mango fresco ma è costituito invece da essenza di mango e gelatina o agar.